# Iododerma

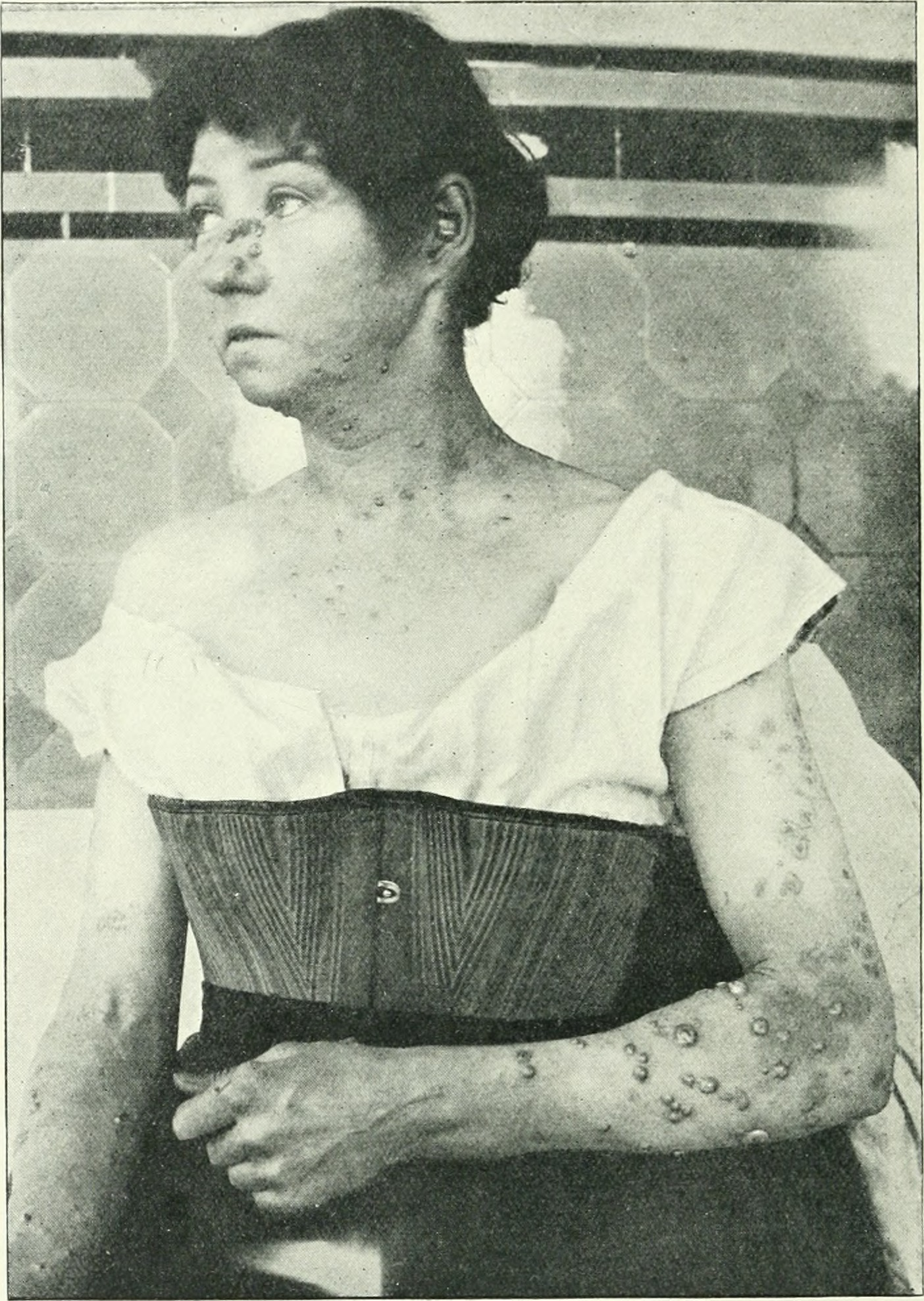

Iododerma é uma reação ao iodo presente nas medicações. Passíveis de causarem erupções medicamentosas peculiares, podendo causar também erupções acneiformes ou intesificação de acnes já existentes.
Patogênese desconhecida. Em alguns casos o tratamento foi realizado com talidomida, com resolução completa das lesões em 4 semanas.